# Henrik Rung
Henrik Rung (31. marts 1807 i København – 12. december 1871 sammesteds) var en dansk komponist, sangpædagog og dirigent, far til Frederik og Georg Rung og Sophie Keller.
Rung blev født i København, flyttede til Næstved i september 1816, hvor han modtog guitar- og violinundervisning. I 1825 kom han tilbage til København, hvor han bl.a. fik undervisning i musikteori af C.E.F. Weyse. I 1828 blev han elev på kontrabas i Det Kongelige Kapel, og i 1834 fik han ansættelse som kongelig kapelmusikus.
Han fik i 1837 et rejselegat til Italien, hvor han studerede italiensk vokalmusik og afskrev en lang række ikke-udgivne værker fra den italienske renæssancemusik. Da han kom tilbage til Danmark, blev han i 1842 syngemester på Det Kongelige Teater og en meget søgt sanglærer.
I 1851 stiftede han kormusikforeningen Cæciliaforeningen, hvis formand han var fra 1851-1871. 1862 blev han Ridder af Dannebrog og 1866 titulær professor.
Rung var en flittig komponist, der skrev både operaer og syngestykker og musikken til flere hundrede sange og romancer. Mest kendt er nok I Danmark er jeg født, men han skrev også melodi til kendte salmer som Kimer, I klokker!, Alt står i Guds Faderhånd og Kirkeklokke, ej til Hovedstæder.
Han er begravet på Holmens Kirkegård.

## Liv og gerning

### En beskeden barndom
Han blev født i København den 31. marts 1807. I 1816 forflyttedes hans fader til Næstved, og her levede Henrik altså sine drengeår. Hans skoleundervisning var ret beskeden, men han tilbragte et frit og ubundet liv i den skønne natur, som i høj grad bidrog til hans åndelige udvikling og har sat umiskendelige spor i hans musik. I Næstved modtog han også sin første musikundervisning: han lærte violin først af en gammel, forhenværende kapelmusikus Schindler, senere af musiklærer Brandt på Herlufsholm, og en ældre dame, jomfru Irgens, gav ham den første undervisning på guitar. Hans musikundervisning var næppe meget bedre end hans skoleundervisning; men det udviklede hans musikalske evner, at han stadig i hjemmet havde lejlighed til at øve dem i sammenspil med sin fader og i ferierne tillige med sin ældste broder, hvilke begge spillede violin. Et uheld, der ramte ham i en alder af 17-18 år, var måske den egentlige årsag til, at han blev musiker: en Dag, da han kom hjem fra en ridetur med faderen, stødte han i rask fart med knæet mod portstolpen, og følgen deraf blev, at han, da moderen efter faderens død flyttede til København, blev underkastet en lægebehandling, der varede i 2 år, og i denne lange tid, hvori han næsten stadig var bundet til sengeleje, øvede han sig med sådan utrættelighed på guitaren, at han opnåede en virtuosmæssig færdighed på dette instrument. Da han efter sin helbredelse (han beholdt dog hele livet et stift knæ) igennem den i datriden bekendte Frk. Juliane Marie Jessen var bleven introduceret hos teaterchefen, overhofmarskal Hauch, var det denne hans færdighed, som især vakte teaterchefens interesse for ham. For at kunne opnå en plads i Det kgl. Kapel begyndte han at lære at spille kontrabas under vejledning af kapelmusikus Haskerl, og efter ved en koncert i 1828 på Det kgl. Teater at have udført en solo på kontrabas blev han samme år ansat som elev i Kapellet og 1834 udnævnt til kapelmusikus.

### Studiet af musikteori og første kompositioner
Fra det øjeblik, Henrik blev sig sin bestemmelse som musiker bevidst, kastede han sig over studiet af den musikalske teori. Han studerede først under organist Heger ved Reformert Kirke, senere under professor Zinck, begge lærde kontrapunktister, og en ouverture, som han komponerede (opført 1835) og foreviste C.E.F. Weyse, som han nærede stor beundring for, var da også så lærd, at Weyse opfordrede ham til aldrig mere at åbne en generalbaslære, for at han ikke skulle blive "kun en lærd Kontrapunktist".
Nogle tidlige sange af Henrik Rung blev i 1836 udførte af Waisenhusets elever, og samme år arrangerede han musikken til "Debatten i Politivennen", men 1837 fremkom hans første betydelige arbejde, nemlig musikken til "Svend Dyrings Hus", der gjorde overordentlig lykke, og om hvilken Weyse i en lykønskningsskrivelse til Rung udtalte, at "det var den smukkeste danske Musik, der var skreven". Musikken er ligesom Hertz’ tekst besjælet af gamle danske folkeviser, og perlen deri er den i sin tid bekendte "Hr. Peder kasted Runer over Spange".

### Den store studierejse
Hans komposition skaffede ham et rejsestipendium fra Fonden ad usus publicos. Først besøgte han Tyskland, dog uden synderligt udbytte, og drog der fra til Italien. Her levede han et rigt og skønt kunstnerliv sammen med de mange danske kunstnere, som den gang opholdt sig i Rom (Bertel Thorvaldsen lærte ham en tarantel på mandolin, et Instrument som Rung blev en lige så stor mester på som på guitaren), færdedes i den dejlige natur og blandede sig i det friske folkeliv.
En afgørende betydning fik hans ophold i Rom, ved at han lærte den gamle italienske musik at kende, der foredroges af det pavelige kapel, som vakte hans største beundring. I et brev hjem skrev han, at "Palestrina er den ædleste og reneste Komponist, der har levet. Meget angaaende Stilen i Kirkemusik, som forhen var mig dunkelt, er blevet mig klart ved at høre hans Mesterværker i det sixtinske Kapel." Ved hjælp af den bekendte Abbate Santini, der selv besad et sjældent bibliotek, og kapelmesteren ved Peterskirken Meluzzi blev han i stand til at studere en mængde af de ellers lidet tilgængelige partiturer og kopiere en del.
Fra Italien rejste Rung endelig til Paris, hvor han navnlig studerede sangkunsten og hørte de store kunstnere Grisi og Malibran, Rubini, Tamburini og Lablache. Her lærte han også de gamle franske operaer at kende, som ved siden af den store italienske musik kom til at stå hans hjerte nærmest.

### Efter hjemkomsten: travle år
Så snart han var kommet hjem i 1840, søgte han anvendelse for sine erhvervede kundskaber, navnlig som sanglærer, og tilbød i efteråret samme år Musikforeningen sin tjeneste. Tilbuddet modtoges med glæde, og Rung holdt da syngeskole for foreningens kor, ja opnåede endog at få Palestrinas 8-stemmige "Stabat mater" a capella opført på en musikforeningskoncert i 1841, men da deltagerne i øvelserne efterhånden faldt fra, og da han samtidig fik meget at gøre ved Det kgl. Teater, opgav han snart denne virksomhed. For teatret skrev han i 1841 musikken til S. Beyers drama "Ingolf og Valgerd" og Hertz’ romantiske skuespil "Svanehammen", begge ligesom musikken til "Svend Dyrings Hus" påvirkede af folkevisen. Samme år giftede han sig med sangerinden Pauline Charlotte Frederikke Lichtenstein, og i 1842 udnævntes han til syngelærer for teatrets elever (syngemester).
Nu fulgte en lang række af travle år. En mængde af teatrets betydeligste sangkræfter udgik fra hans skole, således blandt de ældre hans hustru, Chr. Hansen, Ferslew og Schram og blandt de yngre Frk. Holm (Fru Riise) og Simonsen. Endvidere skrev han en mængde arbejder for teatret, således operaerne "En Bolero" af S. Beyer efter Scribe i 1843 og "Stormen paa Kjøbenhavn" af Overskou i 1845, operetten "Aagerkarl og Sanger" i 1845 og syngespillene "Federigo" af Hertz i 1848, "Stella" af A. Recke efter Scribe i 1852, "Flugt og Fare" af S. Beyer i 1852, "Studenterne fra Salamanca" af H.H. Nyegaard i 1854 og "Annunziatas Fest" af A. Recke i 1856, samt komponerede og arrangerede musikken til en mængde skuespil, som H.C. Andersens "Kongen drømmer" i 1844 og "Lykkens Blomst" i 1845, H.P. Holst’s "Gioacchino" i 1844 og "William og Emma" i 1846, Heibergs "Ulla skal paa Bal" i 1845 og "Tycho Brahes Spaadom" i 1866 (musikken skrevet 1848 i stedet for en ældre af Schall), Hauchs "Søstrene paa Kinnekullen" i 1849 og "Marsk Stig" i 1850, Shakspeares "Viola" ved S. Beyer i 1847 og det anonyme skuespil "Cyprianus" i 1860.
Ligeledes udgav han i årenes løb en stor mængde anden musik, navnlig omkring 200 romancer, duetter og sange (deri dog medregnet mange af de i de dramatiske værker indlagte sangnumre), også en del salmer og af større sangkompositioner "1. Del af Tyrfing", "Slaget ved Fredericia", "St. Lucæ Evangelium Kap. 24" og "Gudrun og Ternerne". Endelig komponerede han en mangfoldighed af utrykte 2-, 3-, 4- og flerstemmige sange til danske, franske og italienske tekster samt småkompositioner for et eller flere instrumenter, ofte sådanne gammeldags og lidet kendte, som dyrkedes i hans hjem (mandoline, viola d’amore), snart med, snart uden sang. Af disse ting er noget udført offentlig, men det meste var kun bestemt for hjemmet, thi mens børnene, navnlig de 2 yngste, Sophie (senere Fru Keller) og Frederik, voksede op, var hjemmet et arnested for sang og musik, som kun har haft få lige.

### Cæciliaforeningen
Ved siden af denne omfattende virksomhed som lærer og komponist virkede Rung også som dirigent. I fyrrerne dirigerede han det skandinaviske selskabs sangforening, som bestod af herrer alene, men hvortil damers assistance benyttedes ved koncerter, og da dette selskab gik ind, stiftede Rung i 1851 "Cæciliaforeningen", hans kæreste skabning, som han ledede til sin død. Det var denne forenings formål at virke for udbredelse af kendskab til den gamle italienske, såvel kirkelige som verdslige, musik, senere optoges vel også anden musik, dog kun i gammel stil og af historisk betydning, og det oprindelige mål tabtes under Henrik Rung aldrig af sigte. Også af hans egne kompositioner udførtes mange her, dog navnlig sådanne, som faldt i tråd med det egentlige repertoire, fx hans toskanske folkeviser og hans 2 "Aforismer", der var et forsøg på at danne en ny musikform, en slags daniserede madrigaler. Cæciliaforeningen spillede utvivlsomt hovedrollen i Rungs 20 sidste leveaar, og et underligt træf var det, at en fest på denne forenings 20 års fødselsdag den 29. oktober 1871 på det nærmeste dannede afslutningen på hans liv.

### Død og begravelse
Få uger efter foreningens jubilæumsfest, den 12. december 1871, døde han efter et kort sygeleje.